# Benigno Aquino Sr.
Benigno Simeon Aquino Sr. (Mucia, 3 settembre 1894 – Manila, 20 dicembre 1947) è stato un politico filippino.
Nativo della provincia di Tarlac, fu membro della Camera dei rappresentanti delle Filippine dal 1919 al 1928. Lo stesso anno si candidò con successo al Senato. Prese parte alla Missione d'Indipendenza Filippina nel 1931, un tentativo di negoziazione per ottenere l'indipendenza filippina dagli Stati Uniti d'America. Dopo la scandenza del suo mandato nel 1934, fu eletto membro dell'Assemblea nazionale in rappresentanza del secondo distretto di Tarlac. Il Presidente Manuel Quezón lo nominò inoltre Segretario dell'Agricoltura nel 1937.
Figura controversa, a seguito dell'occupazione giapponese del paese iniziata nel 1942 giurò fedeltà alle forze dell'impero nipponico. Venne perciò nominato direttore-generale del partito politico KALIBAPI e all'inaugurazione della Seconda Repubblica filippina fu designato speaker dell'Assemblea Nazionale del neonato stato fantoccio. Dopo l'avanzata statunitense del 1944 che aveva come obbiettivo la liberazione del paese, il governo di José Paciano Laurel si rifugiò nella città di Baguio in un ultimo disperato tentativo di resistenza. Aquino scappò in Giappone insieme a Laurel ed altri collaborazionisti, ma dopo la resa dell'impero nipponico fu arrestato ed incarcerato nella prigione di Sugamo. Accusato di tradimento della patria, il 25 agosto 1945 venne rispedito nelle Filippine per affrontare un processo ma alcune settimane più tardi gli fu concessa la libertà su cauzione. Ritiratosi dalla politica, morì per un infarto il 20 dicembre 1947 mentre assisteva ad un incontro di pugilato.
È il capostipite della nota e numerosa famiglia Aquino, da oltre un secolo attiva nello scenario politico delle Filippine. Suo figlio Benigno Jr. è stato membro del Senato dal 1967 al 1972, mentre suo nipote, Benigno III, è stato Presidente del paese dal 2010 al 2016.

## Biografia
Benigno Simeon Aquino nacque a Murcia, parte dell'odierna Concepcion, da Servillano "Mianong" Aquino e Guadalupe Quiambao. Aveva due fratelli, Gonzalo (1893) e Amando (1896). Il padre Mianong era stato un generale durante la rivoluzione filippina e membro del Congresso di Malolos.
Studiò presso il Colegio de San Juan de Letran di Manila e più tardi all'Università di Santo Tomás, dove si laureò in giurisprudenza nel 1913.